# پارکر (واشینگتن)
پارکر (به انگلیسی: Parker) یک منطقهٔ مسکونی در ایالات متحده آمریکا است که در شهرستان یاکیما، واشینگتن واقع شده‌است. پارکر ۱۵۴ نفر جمعیت دارد و ۲۸۳ متر بالاتر از سطح دریا واقع شده‌است.